# Mesoligia nigrobrunnea
Mesoligia nigrobrunnea är en fjärilsart som beskrevs av Heydemann 1942. Mesoligia nigrobrunnea ingår i släktet Mesoligia och familjen nattflyn. Inga underarter finns listade i Catalogue of Life.